# Gryon howardi
Gryon howardi är en stekelart som först beskrevs av Mokrzecki och Dmitriy Alekseevich Ogloblin 1931.  Gryon howardi ingår i släktet Gryon och familjen Scelionidae. Inga underarter finns listade i Catalogue of Life.